# Raciborki
Raciborki (niem. Schönthal) – część miasta Szczecinek w Polsce położona w województwie zachodniopomorskim, w powiecie szczecineckim, w gminie miejskiej Szczecinek.
Leżą na południu miasta, wzdłuż ulicy Fabrycznej
Do 1954 część miasta Szczecinek. Jesienią 1954 wyłączone z niego i włączone do nowo utworzonej gromady Turowo. 31 grudnia 1959 włączone do Szczecinka po raz drugi.